# Зулюм
Зулюм (тур. Zulüm) — період в історії Османської імперії, для якого характерне деспотичне правління султана Абдул-Гаміда II. Зулюм охоплює весь період правління Абдул-Гаміда II, з 1878 до його повалення молодотурками (1908) і відновлення першої османської Конституції 1876 року.

## Опис
Встановивши військово-поліцейський режим у державі, султан знову втягував імперію в деспотію і гальмував її розвиток. Він ігнорував гостру необхідність реформ. Прихильники конституційного руху та іншого роду опозиціонери були змушені залишити країну. Відзначався крайній занепад виробництва, нераціональна розтрата державних коштів. З огляду на оголошення Османською імперією банкрутства в 1879, європейські держави-кредитори заснували відомство Оттоманського боргу — над країною встановлювався іноземний фінансовий контроль.
Особлива увага приділялася поточним настроям у суспільстві. За часів зулюма була сформована широка мережа внутрішнього шпигунства. З'явилася безпрецедентна за своїм розмахом машина державної пропаганди, чиє завдання зводилася до звеличування режиму та розпалювання нетерпимості за релігійною ознакою всередині суспільства імперії в рамках нової державної ідеології — панісламізму. Проголошуючи себе лідером мусульман світу, спираючись на мусульманську більшість в самій Туреччині, Абдул-Гамід II намагався придушити представників інших конфесій.
Султан, ймовірно, був зацікавлений виключно в підтримці сформованої ситуації. Протягом більш ніж 30 років держава перебувала в стані повної стагнації; її розвитку всіляко перешкоджали в переважній більшості аспектів її існування.